# Hydropisphaera arenuloides
Hydropisphaera arenuloides är en svampart som först beskrevs av Samuels, och fick sitt nu gällande namn av Rossman & Samuels 1999. Hydropisphaera arenuloides ingår i släktet Hydropisphaera och familjen Bionectriaceae.   Inga underarter finns listade i Catalogue of Life.